# Віктор МакЛаглен
Віктор Маклаглен (англ. Victor McLaglen, 10 грудня 1886 — 7 листопада 1959) — англо-американський актор, володар премії «Оскар» за найкращу чоловічу роль у 1936 році, а також боксер та ветеран Першої світової війни.

## Фільмографія
- 1925 — Несвята трійця / The Unholy Three
- 1926 — Красунчик Жест
- 1930 — На рівні
- 1931 — Збезчещена
- 1931 — Слизькі перли / The Slippery Pearls
- 1935 — Інформатор
- 1936 — Під двома прапорами
- 1937 — Крихітка Віллі Вінкі
- 1939 — Ганга Дін
- 1943 — Вічність і один день
- 1956 — Навколо світу за 80 днів